# FC Meyrin
Der FC Meyrin ist ein Schweizer Fussballklub aus Meyrin im Kanton Genf. Die Vereinsfarben sind Gelb-Schwarz.
Im Jahr 1914 gründeten einige fussballverrückte junge Leute den FC Meyrin. Dieser spielte mit Ausnahme der Saisons 1996/97 und 2005/06 nie in den obersten beiden Fussballligen der Schweiz. Meist waren die Genfer in der 1. Liga, der dritthöchsten Spielklasse anzutreffen.
Die Genfer landeten in der Saison 2005/06 auf dem letzten Platz der Challenge League und spielen daher seither wieder in der 1. Liga. Bekannt ist der Verein für seine Juniorenabteilung; hier begannen Johann Vogel und Patrick Müller ihre Karriere.
In der Saison 2014/15 belegte Meyrin nur den vorletzten Platz und stieg somit in die 2. Liga interregional ab.